# Puppy Linux
Puppy Linux er en Linux-distribution, der kun kræver lidt RAM og CPU-kraft, og som har fokus på at være nem at bruge.
Puppy Linux kan installeres på et USB-nøgle eller en harddisk, eller det kan køres direkte fra en CD eller DVD. Hvis maskinen har mindst 256 MB RAM ledig, vil styresystemet og dets applikationer blive kørt via computerens RAM. Dette betyder, at boot-CD'en kan fjernes, når systemet er indlæst. Puppy Linux kan køre under et stort udvalg af grafiske skrivebordsmiljøer, fra KDE og GNOME til Icevm.
Puppy Linux stammer fra Australien og kom først til som et eksperiment af Barry Kauler.
Puppu Linux er open source og udgivet under GNU General Public License. Puppy Linux er derfor gratis at hente, ændre og dele med andre.

## Ekstern henvisning
- Wikimedia Commons har flere filer relateret til Puppy Linux
- Puppy Linux hjemmeside (engelsk)

| Tux | Spire Denne Linuxartikel er en spire som bør udbygges. Du er velkommen til at hjælpe Wikipedia ved at udvide den. |